# Semjon Iwanowitsch Badajew
Semjon Iwanowitsch Badajew (russisch Семён Иванович Бадаев; * 11. Novemberjul. / 22. November 1778greg. im Dorf Werchi, Ujesd Brjansk; † 21. Septemberjul. / 3. Oktober 1847greg. in Wotkinsk) war ein russischer Metallurg.

## Leben
Badajew stammte aus einer leibeigenen Bauernfamilie und diente auf dem Hof des Grundherrn Rogosin.
Als Autodidakt begann Badajew 1808 seine ersten bekannten Versuche zur Herstellung eines hochfesten Stahls im St. Petersburger Werk für Chirurgische Instrumente. Dafür schlug er einen Ofen mit zwei Kammern vor. In der ersten Zementierkammer sollte der Stahl aufgekohlt werden, um dann in der zweitenTiegelkammer für den Abguss aufgeschmolzen zu werden. 1810 wurden die ersten positiven Ergebnisse für die Herstellung von  Werkzeugstählen erhalten, die dann als Badajew-Stähle bekannt wurden. Wegen der großen Bedeutung dieser erfolgreichen Entwicklung im Hinblick auf die Vermeidung der bisher notwendigen Stahlimporte kaufte die russische Regierung den Leibeigenen Badajew von dem Grundherrn Rogosin für 3000 Rubel frei, ehrte ihn mit einer Goldmedaille am Wladimir-Band und gab ihm das Recht, für seine weitere Arbeit ein staatliches Hüttenwerk zu wählen.
1811 ging Badajew in die Kamsko-Wotkinski-Eisenhütte  in Wotkinsk, die zu den besten Hütten im Lande gehörte. Dort setzte er seine Entwicklungsarbeiten und Forschungen in einem speziellen Laboratoriumsgebäude fort. 1813 wurde er zum Schichtmeister XIV. Klasse ernannt, was dem niedrigsten Offiziersrang und dem niedrigsten Beamtenrang (Kollegienregistrator, 14. Rangklasse) entsprach.
1828 begann Badajew Legierungen von Stählen mit Platin zu untersuchen, nachdem Alexander Archipow einige Werkzeuge aus Stahl mit Platin angefertigt hatte. Insbesondere untersuchte Badajew die Abhängigkeit der Eigenschaften von der Legierungszusammensetzung. Weiterführende Untersuchungen  führte Pawel Anossow im Rahmen seines breiten Forschungsprogramms durch.
Badajews Forschungsschwerpunkt waren dann die Herstellungsbedingungen des Gussstahls, wobei er die Gesetzmäßigkeiten der Herstellungs- und Bearbeitungsprozesse aufklärte. 1840 auf der Messe Nischni Nowgorod wurde anerkannt, dass Badajews Werkzeugstahl und die daraus hergestellten Werkzeuge von besserer Qualität waren als die britischen. Im Wotkinsker Werk wurde Stahl nach Badajews Verfahren bis in die 1930er Jahre hergestellt.